# Euphorbia parryi
Euphorbia parryi är en törelväxtart som beskrevs av Georg George Engelmann. Euphorbia parryi ingår i släktet törlar, och familjen törelväxter. Inga underarter finns listade i Catalogue of Life.